# Дани Филт
Даниел Лойд Дейви, по известен със своя псевдоним Дани Филт (на английски: Dani Filth) е основател, вокалист и текстописец на британската екстийм готик/блек метъл група „Cradle of Filth“.

## Биография
Даниел Лойд Дейви е роден на 25 юли 1973 г. в Хъртфорд, Англия, син на Сюзън Джанет Мур и Лоурънс Джон Дейви. Има две сестри – Аманда (1975 г.), Рейчъл (1978 г.) и един брат – Филип (1981 г.).
Женен е за Антония Кинг (1973) от 31 октомври 2006 г. и двамата живеят в Ипсуич, Съфък, Англия. Имат дъщеря, която се казва Луна Скарлетт Дейви (8 февруари 1999).
Дани получава образованието си в частния британски колеж Sixth Form, където изучава Английска литература
и Изобразително Изкуство. Смятал да се занимава с журналистика
преди да основе „Cradle of Filth“.

## Кариера
Дани Филт е основателят на групата „Cradle of Filth“. Някои от ранните му групи са Carnival Fruitcake, The Lemon Grove Kids, PDA и Feast on Excrement. Като вдъхновение в музикален аспект той цитира групи като Judas Priest, Venom, Emperor, Destruction, Slayer, Iron Maiden, Sabbat, Misfits, Paradise Lost и филмова музика (Nightmare Before Christmas, Pan's Labyrinth, The Woman In Black, Perfume тн.).
„The Gospel of Filth“ е книга, която Филт издава заедно с Gavin Baddeley през март 2010 г. Самият той я нарича „окултен очерк“, включващ изказвания на Клайв Баркър, Кристофър Лий и Ингрид Питт.
През 2003 г. Дани Филт дублира главния герой в британската анимация „Dominator“.
Участва в създаването на саундтрака на филма „The Mother of Tears“ (Mater Lacrimarum) на известния италиански режисьор Дарио Ардженто. Песента носи името на филма.
През април 2013 г. Дани Филт публикува стихотворение „the Hamadryad“ като споделя, че се очаква публикуване на първата му стихосбирка „Across the River Bedlam“ в началото на 2014 година.
Дани Филт участва и в групите Temple of the Black Moon и Devilment.
В началото на октомври 2013 г. Дани Филт започна съвместен проект с Kurt Amacker по създаването на графична новела, чието име е The Curse of Venus Aversa.

## Cradle of Fear
През 2000 година Филт взема участие във филма на ужасите „Cradle of Fear“ като Мъжът, психопат заел се с мисията да отмъсти за баща си. Във филма участват още David McEwen, Edmund Dehn, Emily Booth, Eileen Daly, Rebecca Eden и Emma Rice. Подобно на култовите антология Asylum на Amicus, Cradle of Fear представя четири истории всяка от които свързана с останалите. Самият Дани Филт описва филма като „брутален хорър“.

## Текстове
Освен вокалист Дани Филт е и текстописец на Cradle of Filth и като такъв често използва мотиви с библейска и митологична тематика, известни творби на някои класически автори (Джон Милтън, Маркиз дьо Сад, Лорд Байрон, Хърбърт Уелс) както и модерни хорър и фентъзи произведения (Кабал на Клайв Баркър). Едни от най-често срещаните персонажи са Лилит, Хеката, Хадес, Луцифер. Една част от образите, които Дани Филт включва в текстовете си биват асоциирани със смъртта, омразата и самотата докато други биха могли да се свържат с любовта отвъд смъртта (Amor e Morte), надеждата и завръщането към корените (English Fire).

## Дискография
- The Principle of Evil Made Flesh (1994)
- Vempire or Dark Faerytales in Phallustein (1996)
- Dusk and Her Embrace (1996)
- Cruelty and the Beast (1998)
- From the Cradle to Enslave (1999)
- Midian (2000)
- Bitter Suites to Succubi (2001)
- Lovecraft & Witch Hearts (2002)
- Live Bait for the Dead (2002)
- Damnation and a Day (2003)
- Nymphetamine (2004)
- Thornography (2006)
- Godspeed on the Devil's Thunder (2008)
- The Manticore & Other Horrors (2012)